# 馬 (シャンチー)

傌、馬の駒

「傌」、「馬」（マー、うま、拼音: mǎ マァー）は、シャンチー（中国象棋）の駒である。各プレーヤーが2枚ずつ持つ。紅方（先手）が「傌」、黒方（後手）が「馬」。馬の移動は「跳馬」と呼ばれる。走法は任意の方向の直線に沿って一歩動いた後、斜め線に沿って一歩動くことができる。すなわち、漢字の「日」の字の対角線の端から端まで動く。これは「馬走日」と呼ばれる。ただし、馬の隣に駒がある時はその方向の動くことはできない。このルールは、「隔脚馬」、「蹩馬腿」、「撬馬脚」、「拐脚」、あるいは「擋脚」と呼ばれる。
通常の状況では、馬の攻撃力は炮のものと同等である。炮と比べると馬の走法は遠回りで一見無害に見える。しかしながら、八面玲瓏で、非常に力強く、「八面虎」の名声がある。盤上の位置によって「臥槽馬」、「盤河馬」、「窩心馬」などの名前が付けられている。
北宋時代のシャンチーでは、馬に拐脚の制限がなく、当時の車よりも強かった（当時の車は前進はできたが、後退はできず、曲がることもできなかった。これは日本将棋の香車と同じ動きである）。
馬は騎兵である。傌の字は敵と味方を区別するために使用され、字義とは無関係である。

## 関連用語
- 臥槽馬：相手の象の前の位置に馬を置くことを指す。王手（将軍）が可能で、抽車も可能（王手車取り）である。
- 屏風馬：開局（オープニング）着法の一種。馬二進三、馬八進七と馬を2つ前に進める。
- 反宮馬：開局用語。仕角炮と屏風馬の布局。
- 単提馬：開局段階で、紅方（先手）が馬二平一あるいは馬八平九と指す。
- 帰心馬、窩心馬：馬を九宮の中心に置く。
- 釣魚馬、高釣馬：馬を三・八または七・八の位置に起き、相手の将を動けなくする。
- 虎頭馬、相（象）頭馬
- 盤頭馬
- 連環馬：2枚の馬が相互に連携するように指す。
- 馬後炮：象棋の殺法の1つ。
- 先鋒馬、快馬、出林馬：先に三筋あるいは七筋の平を動かしておくことで、馬が連続して跳ねて河口に位置できるようにすること。